# Nagy László (atomfizikus)
Nagy László (Kolozsvár, 1961. június 10.) erdélyi magyar fizikus, egyetemi tanár, az MTA külső tagja.

## Élete
A kolozsvári 3-as számú Matematika-Fizika Líceumban érettségizett 1980-ban, majd 1985-ben a Babeș–Bolyai Tudományegyetem (BBTE) fizika karán szerzett diplomát. 1992-ben a debreceni Atommagkutató Intézetben doktorált Ionizációs hatáskeresztmetszetek számítása című dolgozatával.
1985 és 1991 között középiskolai tanár a tordai Agráripari Líceumban, a Mihai Viteazul Líceumban, illetve a kolozsvári Február 16 Líceumban. 1991 és 1994 között tanársegéd a kolozsvári Műszaki Egyetem fizika tanszékén, majd oktató a Babeș–Bolyai Tudományegyetem fizika karán (1994–1997 adjunktus, 1997–2001 docens, 2001-től professzor). A BBTE fizika karának dékánhelyettese (2000–2004, 2008–2012), a BBTE rektorhelyettese (2004–2008, 2012–2016), a BBTE Akadémiai Tanácsának alelnöke (2008–2012).
2019-től az MTA külső tagja.

## Munkássága
Kutatási témai: atomi és molekuláris ütközések elmélete, a torzított hullámú Born- és a félklasszikus közelítések alkalmazása, töltött részecske és foton által keltett többelektron-átmenetek vizsgálata,  molekulák ionizációja és fragmentációja, hullámfüggvények,  az elektronkorreláció tanulmányozása atomokban és molekulákban gyors töltött részecskékkel való ütközés során, interferenciahatások vizsgálata a hidrogénmolekula ionizációja esetében. 
Tudományos projektek résztvevője és vezetője, romániai, magyarországi és külföldi tudományos társaságok tagja, szakmai folyóiratok szerkesztőségi tagja. Ladislau Nagy néven is publikál.

## Díjai és kitüntetései
- Országos I. díj a Traian Lalescu Versenyen, Bukarest (1982)
- Országos I. díj a diákkörök Országos Konferenciáján, Jászvásár (1984)
- Az MTA Schlenk Bálint-díja a doktori értekezésért (1992)
- A BBTE díja intézményi újításért (2003)
- Az MTA Arany János-díja kiemelkedő tudományos eredményekért (2004)
- A BBTE díja intézményi újításért (2004)
- A BBTE díja intézményi újításért (2005)
- A BBTE díja intézményi újításért (2007)